# Fútbol sala en los Juegos Bolivarianos 2009
El futsal en los Juegos Bolivarianos de 2009 se llevó a cabo entre el 15 y 19 de noviembre de 2009 y estuvo compuesto por dos eventos (masculino y femenino). En ambos casos se jugó un sistema de todos-contra-todos y el que lograra la mayor cantidad de puntos quedaba como Campeón:

## Sede
| Sucre                           |
| ------------------------------- |
| Coliseo Polideportivo Garcilazo |

## Torneo masculino

### Equipos participantes
El torneo masculino contó con cuatro equipos en un sistema de fase única de todos contra todos.
| Equipos participantes | Equipos participantes | Equipos participantes |
| --------------------- | --------------------- | --------------------- |
| Bolivia               | Colombia              | Ecuador               |
| Venezuela             |                       |                       |

### Resultados
| Equipo    | Pts | PJ | PG | PE | PP | GF | GC | Dif |
| --------- | --- | -- | -- | -- | -- | -- | -- | --- |
| Colombia  | 9   | 3  | 3  | 0  | 0  | 10 | 4  | 6   |
| Bolivia   | 4   | 3  | 1  | 1  | 1  | 5  | 5  | 0   |
| Ecuador   | 3   | 3  | 1  | 0  | 2  | 6  | 8  | -2  |
| Venezuela | 1   | 3  | 0  | 1  | 2  | 7  | 11 | -4  |

### Fecha 1
| 15 de noviembre de 2009 | Bolivia | 2:2 | Venezuela | Coliseo Polideportivo Garcilazo, Sucre |  |
| 20:00                   |         |     |           |                                        |  |

| 16 de noviembre de 2009 | Ecuador | 1:3 | Colombia | Coliseo Polideportivo Garcilazo, Sucre |  |
| 20:30                   |         |     |          |                                        |  |

### Fecha 2
| 17 de noviembre de 2009 | Ecuador | 1:2 | Bolivia | Coliseo Polideportivo Garcilazo, Sucre |  |
| 20:00                   |         |     |         |                                        |  |

| 18 de noviembre de 2009 | Colombia | 5:2 | Venezuela | Coliseo Polideportivo Garcilazo, Sucre |  |
| 20:00                   |          |     |           |                                        |  |

### Fecha 3
| 19 de noviembre de 2009 | Ecuador | 4:3 | Venezuela | Coliseo Polideportivo Garcilazo, Sucre |  |
| 19:30                   |         |     |           |                                        |  |

| 19 de noviembre de 2009 | Colombia | 2:1 | Bolivia | Coliseo Polideportivo Garcilazo, Sucre |  |
| 21:00                   |          |     |         |                                        |  |

## Torneo femenino

### Equipos participantes
El torneo femenino contó con cuatro equipos en un sistema de fase única de todos contra todos a doble partido.
| Equipos participantes | Equipos participantes | Equipos participantes |
| --------------------- | --------------------- | --------------------- |
| Bolivia               | Colombia              | Venezuela             |

### Resultados
| Equipo    | Pts | PJ | PG | PE | PP | GF | GC | Dif |
| --------- | --- | -- | -- | -- | -- | -- | -- | --- |
| Colombia  | 12  | 4  | 4  | 0  | 0  | 20 | 8  | 12  |
| Venezuela | 6   | 4  | 2  | 0  | 2  | 12 | 15 | -3  |
| Bolivia   | 0   | 4  | 0  | 0  | 4  | 6  | 15 | -9  |

### Fecha 1
| 15 de noviembre de 2009 | Colombia | 8:4 | Venezuela | Coliseo Polideportivo Garcilazo, Sucre |  |
| 18:30                   |          |     |           |                                        |  |

### Fecha 2
| 16 de noviembre de 2009 | Bolivia | 2:4 | Venezuela | Coliseo Polideportivo Garcilazo, Sucre |  |
| 18:00                   |         |     |           |                                        |  |

### Fecha 3
| 17 de noviembre de 2009 | Bolivia | 1:4 | Colombia | Coliseo Polideportivo Garcilazo, Sucre |  |
| 18:30                   |         |     |          |                                        |  |

### Fecha 4
| 18 de noviembre de 2009 | Venezuela | 1:4 | Colombia | Coliseo Polideportivo Garcilazo, Sucre |  |
| 18:30                   |           |     |          |                                        |  |

### Fecha 5
| 19 de noviembre de 2009 | Venezuela | 3:1 | Bolivia | Coliseo Polideportivo Garcilazo, Sucre |  |
| 10:00                   |           |     |         |                                        |  |

### Fecha 6
| 19 de noviembre de 2009 | Colombia | 4:2 | Bolivia | Coliseo Polideportivo Garcilazo, Sucre |  |
| 18:00                   |          |     |         |                                        |  |

## Medallero
| Evento    | Oro      | Plata     | Bronce  |
| --------- | -------- | --------- | ------- |
| Masculino | Colombia | Bolivia   | Ecuador |
| Femenino  | Colombia | Venezuela | Bolivia |